# Wappen Samoas
Das Wappen Samoas wurde in der heutigen Form mit der Unabhängigkeit 1962 angenommen.

## Beschreibung
Der Schild zeigt in Dunkelblau das silberne Sternbild Kreuz des Südens, im Schildhaupt befindet sich auf silbernem Grund vor grün-weißen Meereswellen und einem silbernen Himmel eine natürlich dargestellte Kokospalme mit goldenen Nüssen.
Der Schild hat ein dunkelblau-weißes Bord. Er ruht auf zwei durch radiale Linien verbundenen roten, konzentrischen Kreisen, um die sich zwei grüne Olivenzweige ranken.
Über dem Schild befindet sich ein dunkelblaues, rot-weiß gerändertes lateinisches Kreuz mit roten Strahlen.
Unten trägt ein weißes Spruchband das Staatsmotto in samoanischer Sprache:
„FA'AVAE I LE ATUA SAMOA.“
„Gott sei das Fundament Samoas“

## Symbolik

Flagge Samoas

Das Kreuz des Südens ist Wappen- und Flaggensymbol zahlreicher Gebiete auf der Südhalbkugel und wurde hier aus der samoanischen Flagge übernommen.
Kokospalme und Meer deuten die natürliche Lage der Inseln im Pazifik an. Das Kreuz steht für die christliche Tradition des Landes.
Die Kreise und Linien symbolisieren Breiten- und Längengrade und stammen wie die Olivenzweige aus der Flagge der Vereinten Nationen, die Samoa von 1946 bis zur Unabhängigkeit als Treuhandgebiet von Neuseeland verwalten ließen. Sie waren im 1951 eingeführten Wappen ebenfalls vorhanden.

## Geschichte

Wappen als deutsche Kolonie, 1914

Das Wappen hat sich aus älteren Symbolen entwickelt. Ein erstes Wappen wurde 1914 durch die deutsche Kolonialmacht eingeführt. Es zeigte in Rot drei silberne Palmenbäume über blau-weißen Wellenlinien, im Schildhaupt wie bei den Wappen aller deutschen Kolonien den schwarzen preußischen Adler in Silber.
Dieses Wappen war nur äußerst kurz in Gebrauch, da neuseeländische Truppen wenige Monate nach der Einführung Samoa eroberten. Unter neuseeländischem Völkerbundmandat wurde 1920 eine Plakette eingeführt, die ebenfalls drei Palmen – in natürlichen Farben – zeigte.
1951 wurde der Vorläufer des heutigen Wappens eingeführt, der teils andere Farben und über dem Schild statt des Kreuzes eine aufgehende goldene Sonne zeigte.
Diese Halbsonne wurde dann durch das Kreuz ersetzt.